# Ryan Bertrand
Ryan Dominic Bertrand (5 d'agost de 1989) és un futbolista anglès que actualment juga pel Southampton FC. És un lateral esquerre reconvertit que anteriorment jugava d'extrem.

## Palmarès
- Lliga de Campions: 2011-12